# Lời mở đầu

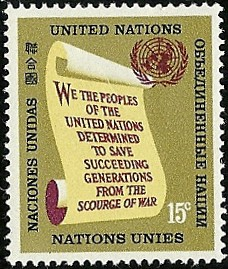
Con tem in đặc biệt cho năm 1965 với lời mở đầu tuyên bố bản Hiến chương Liên Hợp Quốc

Lời mở đầu là một lời tuyên bố giới thiệu, được diễn đạt ngay trong một tài liệu nào đó, nhằm giải thích mục đích và triết lý cơ bản của tài liệu ấy. Khi được áp dụng cho các đoạn mở đầu của một đạo luật hoặc một quy chế nào đó, lời mở đầu có thể thuật lại các sự kiện lịch sử liên quan đến chủ đề của quy chế đạo luật này. Dĩ nhiên, lời mở đầu thì sẽ khác với cái tựa đề dài thòng hoặc công thức ban hành thường thấy trong một đạo luật.